# ابن ابی‌شریف
ابراهیم مری مَقدَسی با کنیهٔ ابواسحاق و لقبِ برهان‌الدین، شهرت‌یافته به ابنِ اَبی‌شَریف (۱۴۳۳، قدس - ۱۵۱۷م، قاهره) (نسب: ابراهیم بن محمّد بن ابی‌بکر بن علی) فقیه شافعی شامی فلسطینی بود. در قدس دانش آموخت و در قاهره تحصیلات خود را تکمیل کرد. مُعتمدِ مفتی اعظم مصر شد. قضاوت مصر را در سال ۹۰۶ق پذیرفت و کمتر از یک‌سال بر آن منصب بود. در مصبنهٔ قدس می‌زیست. در روزگار خلیفه متوکل علی‌الله عباسی در قاهره درگذشت.

## آثار
- شرح المنهاج: در فقه، چهار جلد.
- شرح قواعد الإعراب: از ابن هشام
- شرح العقائد: از ابن دقیق‌العید
- شرح الحاوی: در فقه، دو جلد.
- نظم السیرة النبویة و نظم النخبه: از ابن حجر.
- شرح التحفة لابن الهائم: در فرائض.
- نظم لقطة العجلان: از زرکشی.
- دیوان خطب
- کتاب فی الآیات آلتی فیها الناسخ و المنسوخ.
- منظومه در القرائات و دیگر مختصرنویسی‌ها و شرح‌نوشته‌های بسیار.